# Ghanská hymna
Hymna Ghany je píseň God Bless Our Homeland Ghana (česky Bůh žehnej naší vlasti Ghaně). Skládá ze tří částí. Hudbu a původní text napsal Filip Gbeho, po vyhlášení nezávislosti v roce 1957 byla přijata za státní hymnu. Text byl po převratu v roce 1966 upraven.

## Oficiální text
| Anglický text | Text v Akanštině |
| --- | --- |
| God bless our homeland Ghana And make our nation great and strong, Bold to defend forever The cause of Freedom and of Right; Fill our hearts with true humility, Make us cherish fearless honesty, And help us to resist oppressors' rule With all our will and might for evermore. Hail to thy name, O Ghana, To thee we make our solemn vow: Steadfast to build together A nation strong in Unity; With our gifts of mind and strength of arm, Whether night or day, in the midst of storm, In every need, whate'er the call may be, To serve thee, Ghana, now and evermore. Raise high the flag of Ghana and one with Africa advance; Black star of hope and honour To all who thirst for liberty; Where the banner of Ghana freely flies, May the way to freedom truly lie; Arise, arise, O sons of Ghana land, And under God march on for evermore! | Yɛn ara asaase ni; Ɛyɛ aboɔden de ma yεn, Mogya a nananom hwie gui; Nya de too hɔ maa yɛn, Adu me ne wo nso so, Sε yɛbɛyɛ bi atoa so. Nimdeɛ ntraso, nkoto-kranne; Ne apɛ-sɛ-me-nko-minya, Adi yɛn bra mu dεm, ma yɛn asase ho dɔ atom’ sɛɛ. Refrén 2×: Ɔman no, sɛ ɛbɛyɛ yie o Ɔman no, sɛ ɛbɛyɛ yie o; Ɛyɛ nsɛnnahɔ sɛ, Ɔmanfo bra na ɛkyerɛ. Ɔman no, sɛ ɛbɛyɛ yie o! Ɔman no, sɛ ɛbɛyɛ yie o!; Ɛyɛ nsɛnnahɔ sɛ, Ɔmanfo bra na ɛkyerɛ. Nhoma nimdeɛ huhugyan, Anaa adenya ara kwa; Ne ɔbrakyew de ɛsɛe, ɔman na ɛbɔ no ahohora; Asoɔmmerɛ ne obu pa, yɔnko yiyɛdi pɛ daa, Ahofama ntetekwaam' ma onipa biara yiyɛdi; Ɛnonom na ɛde asomdwee ne nkɔso pa brɛ ɔman. Ɔman no, sɛ ɛbɛyɛ yie o! Ɔman no, sɛ ɛbɛyɛ yie o!; Ɛyɛ nsɛnnahɔ sɛ, Ɔmanfo bra na ɛkyerɛ. |